# The Original Sun Sound of Johnny Cash
The Original Sun Sound of Johnny Cash, noto anche semplicemente come The Original Sun Sound, è il 18º album discografico in studio del cantautore country Johnny Cash e venne pubblicato dalla Sun Records nel 1964.

## Il disco
Sebbene Cash fosse sotto contratto con la Columbia Records sin dal 1958, l'artista aveva lasciato la Sun con abbastanza materiale inedito e non da permettere all'etichetta di pubblicare altri dischi a suo nome nel corso dei primi anni sessanta.
Nel 2003 l'album è stato ristampato con 5 tracce aggiuntive.

## Tracce
1. Always Alone (Ted Daffan) - 1:52
2. Country Boy (Johnny Cash) - 1:53
3. Goodnight, Irene (Lead Belly, John A. Lomax) - 2:42
4. Wide Open Road (Cash) - 2:36
5. Thanks a Lot (Charlie Rich) - 2:39
6. Big River (Cash) - 2:33
7. Belshazzar (Cash) - 2:26
8. Born to Lose (Frankie Brown, Daffan) - 2:12
9. New Mexico (Johnny Johnson, Leon Lambson) - 2:06
10. I Forgot to Remember to Forget (Charlie Feathers, Stan Kesler) - 1:55
11. Two Timin' Woman (Cash, Ron Hacker) - 1:58
12. Story of a Broken Heart (Sam Phillips) - 2:14

### Bonus tracks ristampa 2003
1. Wide Open Road [Undubbed Master] - 2:30
2. Big River [Alternate Take] - 3:16
3. Born to Lose [Undubbed Master] - 2:09
4. Story of a Broken Hearth [Alternate Take] - 2:33
5. Get Rhythm (Cash) [Alternate Take] - 2:15
6. One More Ride (Bob Nolan) [Incomplete Take] - 1:24